# Internationale Gesellschaft zur Erforschung und Förderung der Blasmusik
Die Internationale Gesellschaft zur Erforschung und Förderung der Blasmusik (IGEB) ging aus der 1966 ins Leben gerufenen Kommission zur Erforschung des Blasmusikwesens hervor und wurde 1974 im Rahmen eines wissenschaftlichen Kongresses zur Erforschung der Blasmusik an der Hochschule für Musik und darstellende Kunst Graz gegründet. Das Ziel der Gesellschaft ist es, alle Aspekte der Blasmusik mittels internationaler Kongresse zu verbreiten. An diesen Kongressen tauschen Wissenschaftler, Dirigenten interessierte Musiker und Amateure ihr Wissen und ihre Erfahrungen aus. Die Buchreihe Alta Musica sorgt für die Verbreitung der Forschungsergebnisse dieser Kongresse und behandelt eine große Vielfalt an blasmusikalischen Themen. Im Moment gehören ca. 400 Mitglieder aus über 30 Nationen der IGEB an.
Seit 1974 organisiert IGEB alle zwei Jahre eine internationale Konferenz, um die große Vielfalt des Blasmusikwesens zu erforschen und fördern.

## Präsidenten
- seit 2016: Damien Sagrillo
- 2000–2016: Bernhard Habla, seit 2017 Ehrenpräsident (postum)[5]
- 1974–2000: Wolfgang Suppan, seit 2001 Ehrenpräsident

## Ehrenmitglieder
- Fritz Thelen (1976)
- Walter Biber (1977)
- Josef Leeb (1981)
- Albert Häberling (1989)
- Franz von Walter (1993)
- Hans Schneider (1993)
- Alois Brandenberg (1996)
- Tomáš Hancl (1996)
- Klaus Schulz (2001)
- Margrit Stalder (2001)
- Raoul F. Camus (2003)
- Zoltán Falvy (2003)
- Christoph-Hellmut Mahling (2003)
- Karl H. Vigl (2010)
- Francis Pieters (2020)
- Doris Schweinzer (2020)

## IGEB-Forschungspreis (ehemals Thelen-Preis)
Die IGEB vergibt seit 1994 einen Forschungspreis. Bis 2016 trug dieser in Erinnerung an ihren Mitbegründer Fritz Thelen den Namen „Thelen-Preis“, ab 2018 erinnert er zudem an den weiteren Mitbegründer Wolfgang Suppan und trägt den Namen „IGEB-Forschungspreis“. Dieser zweijährlich ausgeschriebene Preis wird nur bei genügender Teilnehmerzahl und qualitätsvollen Dissertationen verliehen. Die Auszeichnung auf die Ziele der Organisation und allgemein auf die Blasmusikforschung aufmerksam machen sowie zur Erforschung dieser anregen. Mit dem zusätzlich zu vergebenden Anerkennungspreis werden herausragende Dissertationen auf dem Gebiet der Blasmusikforschung prämiert.

### Preisträger
- 2018: Antonio Santodomingo Molina
- 2016: Björn Jakobs
- 2012: David Gasche
- 2010: Patrick D. Hennessey
- 2006: Myron Moss
- 2000: Richard Scott Cohen
- 1994: Joseph Manfredo

### Anerkennungspreisträger
- 2020: Rachel Nicole Becker, Xavier Canin
- 2018: Áurea Domínguez Moreno, Tobias Wunderle
- 2016: Therese D. Kerbey, Gloria Rodriguez
- 2014: Patrick Péronnet, Tara Schwab
- 2012: Peter Heckl
- 2006: Manfred Heidler

## Veröffentlichungen (Auswahl)

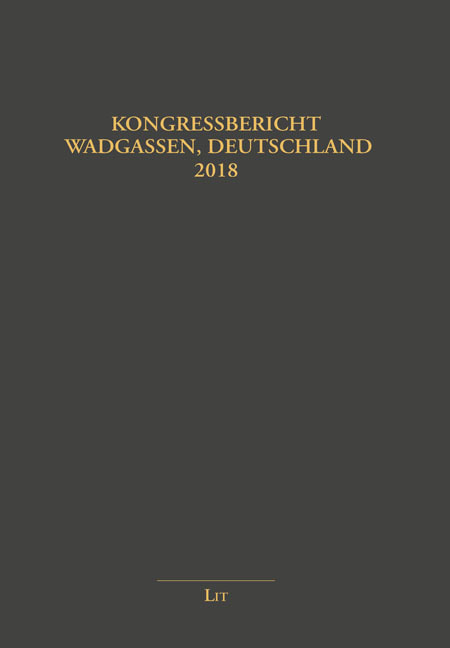
Alta Musica, Band 35, 2020

Alta Musica: Eine Publikation der IGEB seit 1976 in Zusammenarbeit mit dem Institut 12 der Kunstuniversität Graz und der Pannonischen Forschungsstelle.
Reprints und Manuskripte: Ältere Drucke, Abhandlungen, Berichte, Notenausgaben etc. zu allen Themenbereichen der Blasmusik werden wieder seit 2002 einem breiteren Benutzerkreis auf einfachem Weg zugänglich gemacht.
- Band 1: Historische Märsche und sonstige Compositionen für das kaiserliche und königliche Heer, ed. Emil Kaiser, Wien 1895.
- Band 2: Andreas Nemetz, Allgemeine Musikschule für Militärmusik, Wien [1844].
- Band 3: Jacob Adam Kappey, Military Music. A History of Wind-Instrumental Bands, London [1894].
- Band 4: Samuel Charles Griffiths, The Military Band. How to Form, Train, and Arrange for Reed and Brass Bands. London [1892].
- Band 5: Die »Königlich Preußische Armeemarschsammlung« 1817–1839. Entstehung – Umfeld – Beschreibung, Wien 2007.
- Band 6: Andreas Nemetz, Allgemeine Trompeten-Schule. Wien [1827].
- Band 7: August Kalkbrenner: Wilhelm Wieprecht. Sein Leben und Wirken, Berlin 1882.
- Band 8: Asca Rampini (1931–1999). Ein „Italiener“ in Luxemburg. Dirigent und Komponist, hrsg. von Damien Sagrillo, 2020.

Biographien
- Francis Pieters, Désiré Dondeyne. Pionnier de la Musique pour Orchestre d'Harmonie en France au XXème Siècle, Wien 2008.
- Gloria A. Rodríguez-Lorenzo, The Clarinet in Spain: Miguel Yuste Moreno (1870–1947), Zürich 2019.
- Damien Sagrillo (Hrsg.), Kongressbericht Wadgassen/Deutschland 2018, LIT-Verlag, Berlin u.a 2020.

Mitteilungsblatt der IGEB: Das Mitteilungsblatt enthält kurze wissenschaftliche Artikel, Nachrichten, Rezensionen und andere Beiträge von Mitgliedern. Das Mitteilungsblatt erscheint vierteljährlich.